# Polymixis calvescens
Polymixis calvescens là một loài bướm đêm trong họ Noctuidae.